# 27. Golden Globe-gála
A 27. Golden Globe-gálára 1970. február 2-án került sor, az 1969-ben mozikba, vagy képernyőkre került amerikai filmeket, illetve televíziós sorozatokat díjazó rendezvényt a kaliforniai Beverly Hillsben, a Beverly Hilton Hotelben tartották meg.
A 27. Golden Globe-gálán Joan Crawford vehette át a Cecil B. DeMille-életműdíjat.

## Filmes díjak
A nyertesek félkövérrel jelölve.
| Legjobb filmes díjak | Legjobb filmes díjak |
| Legjobb filmdráma | Legjobb vígjáték vagy zenés film |
| --- | --- |
| - Anna ezer napja - Butch Cassidy és a Sundance kölyök - Éjféli cowboy - Miss Jean Brodie virágzása - A lovakat lelövik, ugye?                                                                             | - Santa Vittoria titka - A kaktusz virága - Goodbye, Columbus - Hello, Dolly! - Fesd át a kocsid! |
| Legjobb filmes alakítások (filmdráma) | |
| Színész | Színésznő |
| - John Wayne – A félszemű seriff - Alan Arkin – Papi - Richard Burton – Anna ezer napja - Dustin Hoffman – Éjféli cowboy - Jon Voight – Éjféli cowboy                                                      | - Geneviève Bujold – Anna ezer napja - Jane Fonda – A lovakat lelövik, ugye? - Liza Minnelli – Első szerelem - Jean Simmons – The Happy Ending - Maggie Smith – Miss Jean Brody virágzása |
| Legjobb filmes alakítások (vígjáték vagy zenés film) | |
| Színész | Színésznő |
| - Peter O’Toole – Viszlát, Mr. Chips! - Dustin Hoffman – John és Mary - Lee Marvin – Fesd át a kocsid! - Steve McQueen – Zsiványok - Anthony Quinn – Santa Vittoria titka                                  | - Patty Duke – Én, Natali - Ingrid Bergman – A kaktusz virága - Dyan Cannon – Bob és Carol és Ted és Alice - Kim Darby – Generation - Mia Farrow – John és Mary - Anna Magnani – Santa Vittoria titka - Shirley MacLaine – Édes Charity - Barbra Streisand – Hello, Dolly!                                                                       |
| Legjobb mellékszereplők (filmdráma, vígjáték vagy zenés film) | |
| Színész | Színésznő |
| - Gig Young – A lovakat lelövik, ugye? - Red Buttons – A lovakat lelövik, ugye? - Jack Nicholson – Szelíd motorosok - Anthony Quayle – Anna ezer napja - Mitch Vogel – Zsiványok                           | - Goldie Hawn – A kaktusz virága - Marianne McAndrew – Hello, Dolly! - Siân Phillips – Viszlát, Mr. Chips! - Brenda Vaccaro – Éjféli cowboy - Susannah York – A lovakat lelövik, ugye? |
| Egyéb | |
| Legjobb rendező | Legjobb forgatókönyv |
| - Charles Jarrott – Anna ezer napja - Gene Kelly – Hello, Dolly! - Stanley Kramer – Santa Vittoria titka - Sydney Pollack – A lovakat lelövik, ugye? - John Schlesinger – Éjféli cowboy                    | - Bridget Boland, John Hale, Richard Sokolove – Anna ezer napja - William Goldman – Butch Cassidy és a Sundance kölyök - David Shaw – Ha kedd van, akkor ez Belgium - John Mortimer – John és Mary - Waldo Salt – Éjféli cowboy |
| Legjobb eredeti filmzene | Legjobb eredeti filmbetétdal |
| - Burt Bacharach – Butch Cassidy és a Sundance kölyök - Georges Delerue – Anna ezer napja - Leslie Bricusse – Viszlát, Mr. Chips! - Michel Legrand – The Happy Ending - Ernest Gold – Santa Vittoria titka | - „Jean” – Miss Jean Brody virágzása - „Raindrops Keep Falling on My Head” – Butch Cassidy és a Sundance kölyök - „The Time for Love Is Anytime” – A kaktusz virága - „Goodbye, Columbus” – Goodbye, Columbus - „What Are You Doing the Rest of Your Life?” – The Happy Ending - „Stay” – Santa Vittoria titka - „True Grit” – A félszemű seriff |
| Legjobb idegen nyelvű film (eredeti nyelvű) | Legjobb idegen nyelvű film (angol nyelvű) |
| - Z, avagy egy politikai gyilkosság anatómiája – Algéria - Adalen 31 – Svédország - Blaumilch-csatorna – Izrael - Koritsia ston ilio – Görögország - Fellini-Satyricon – Olaszország                       | - Ó, az a csodálatos háború |

## Televíziós díjak
A nyertesek félkövérrel jelölve.
| Legjobb televíziós sorozatok | Legjobb televíziós sorozatok |
| Filmdráma | Vígjáték vagy zenés film |
| --- | --- |
| - Marcus Welby, M.D. - Bracken's World - The Mod Squad - Mannix - Room 222 | - The Governor & J.J. - The Carol Burnett Show - Love, American Style - The Glen Campbell Goodtime Hour - Rowan & Martin's Laugh-In                                                                                        |
| Legjobb alakítás televíziós sorozatban (filmdráma) | |
| Színész | Színésznő |
| - Mike Connors – Mannix - Peter Graves – Mission: Impossible - Lloyd Haynes – Room 222 - Robert Wagner – It Takes a Thief - Robert Young – Marcus Welby, M.D.                                | - Linda Cristal – The High Chaparral - Amanda Blake – Gunsmoke - Peggy Lipton – The Mod Squad - Denise Nicholas – Room 222 - Eleanor Parker – Bracken's World                                                              |
| Legjobb alakítás televíziós sorozatban (vígjáték vagy zenés film) | |
| Színész | Színésznő |
| - Dan Dailey – The Governor & J.J. - Tom Jones – This Is Tom Jones - Jim Nabors – The Jim Nabors Hour - Dean Martin – The Dean Martin Show - Glen Campbell – The Glen Campbell Goodtime Hour | - Carol Burnett – The Carol Burnett Show - Julie Sommars – The Governor & J.J. - Lucille Ball – Here's Lucy - Diahann Carroll – Julia - Barbara Eden – Jeannie, a háziszellem - Debbie Reynolds – The Debbie Reynolds Show |

## Különdíjak

### Cecil B. DeMille-életműdíj
A Cecil B. DeMille-életműdíjat Joan Crawford vehette át.

## Fordítás
Ez a szócikk részben vagy egészben  a(z)   27th Golden Globe Awards című angol Wikipédia-szócikk fordításán alapul.  Az eredeti cikk szerkesztőit annak laptörténete sorolja fel. Ez a jelzés csupán a megfogalmazás eredetét és a szerzői jogokat jelzi, nem szolgál a cikkben szereplő információk forrásmegjelöléseként.